# Semiothisa albogrisearia
Semiothisa albogrisearia là một loài bướm đêm trong họ Geometridae.